# 항공사 목록
이 문서는 항공사에 대한 목록이다.

## 대륙별
- 아프리카의 항공사 목록
- 북아메리카의 항공사 목록
- 남아메리카의 항공사 목록
- 아시아의 항공사 목록
- 유럽의 항공사 목록
- 오세아니아의 항공사 목록

## 규모별
- 규모별 항공사 목록
- 출발지 100곳이 넘는 항공사 목록

## 사업 모형별
- 국유 항공사 목록
- 여객 항공사 목록
- 전세기 항공사 목록
- 저비용 항공사 목록
- 지방 항공사 목록

## 기타 특징별
- 국책 항공사
- 설립일에 따른 항공사 목록
- 파산한 항공사 목록
- 헬리콥터 항공사 목록
- 항공사 코드 목록